# Rayvien Rosario
Rayvien Rosario (Willemstad, 11 aprile 2004) è un calciatore olandese, di origini di Curaçao, attaccante dell'Excelsior.

## Carriera

### Club
Acquistato dallo Sparta Rotterdam nel 2020, Rosario ha debuttato nel calcio professionistico nel 2021 con lo Jong Sparta, formazione riserve del club biancorosso; ha invece esordito in prima squadra il 19 febbraio 2023 subentrando a Kōki Saitō nei minuti finali dell'incontro di prima divisione olandese perso 4-0 contro l'Ajax. L'11 aprile successivo ha firmato il suo primo contratto professionistico.
Nell'estate del 2024 si trasferisce a titolo definitivo all'Excelsior, l'altro club principale di Rotterdam insieme allo Sparta, militante nella seconda divisione olandese.

### Nazionale
Nel 2024 ha esordito in nazionale.
Nel 2025 ha partecipato alla CONCACAF Gold Cup.

## Statistiche

### Presenze e reti nei club
Statistiche aggiornate al 2 aprile 2024.
| Stagione        | Squadra          | Campionato      | Campionato | Campionato | Coppe nazionali | Coppe nazionali | Coppe nazionali | Coppe continentali | Coppe continentali | Coppe continentali | Altre coppe | Altre coppe | Altre coppe | Totale | Totale | Totale |
| Stagione        | Squadra          | Comp            | Pres       | Reti       | Comp            | Pres            | Reti            | Comp               | Pres               | Reti               | Comp        | Pres        | Reti        | Pres   | Reti   |        |
| --------------- | ---------------- | --------------- | ---------- | ---------- | --------------- | --------------- | --------------- | ------------------ | ------------------ | ------------------ | ----------- | ----------- | ----------- | ------ | ------ | ------ |
| 2021-2022       | Jong Sparta      | 2D              | 5          | 0          |                 | -               | -               |                    | -                  | -                  |             | -           | -           | 5      | 0      |        |
| 2022-2023       | Jong Sparta      | 2D              | 25         | 3          |                 | -               | -               |                    | -                  | -                  |             | -           | -           | 25     | 3      |        |
| 2023-2024       | Jong Sparta      | 2D              | 16         | 2          |                 | -               | -               |                    | -                  | -                  |             | -           | -           | 16     | 2      |        |
| 2022-2023       | Sparta Rotterdam | ED              | 1          | 0          | CO              | 0               | 0               |                    | -                  | -                  |             | -           | -           | 1      | 0      |        |
| 2023-2024       | Sparta Rotterdam | ED              | 5          | 0          | CO              | 1               | 0               |                    | -                  | -                  |             | -           | -           | 6      | 0      |        |
| Totale carriera | Totale carriera  | Totale carriera | 52         | 5          |                 | 1               | 0               |                    | -                  | -                  |             | -           | -           | 53     | 5      |        |